# Lövtjärnen (Ovanåkers socken, Hälsingland)
Lövtjärnen är en sjö i Ovanåkers kommun i Hälsingland och ingår i Ljusnans huvudavrinningsområde. Sjön har en area på 0,0477 kvadratkilometer och ligger 155 meter över havet.
Lövtjärnen ligger i Sässmanområdet Natura 2000-område.

## Delavrinningsområde
Lövtjärnen ingår i det delavrinningsområde (680736-150179) som SMHI kallar för Utloppet av Lövtjärn. Medelhöjden är 157 meter över havet och ytan är 0,42 kvadratkilometer. Det finns inga avrinningsområden uppströms utan avrinningsområdet är högsta punkten. Vattendraget som avvattnar avrinningsområdet har biflödesordning 3, vilket innebär att vattnet flödar genom totalt 3 vattendrag innan det når havet efter 90 kilometer. Avrinningsområdet består mestadels av öppen mark (31 procent) och jordbruk (44 procent). Avrinningsområdet har 0,05 kvadratkilometer vattenytor vilket ger det en sjöprocent på 11,1 procent. Bebyggelsen i området täcker en yta av 0,06 kvadratkilometer eller 14 procent av avrinningsområdet.